# Auguste Adolphe Osmont
Auguste Adolphe Osmont, francoski general, * 31. januar 1818, † 1895.